# سقوط اوشیبارا
سقوط اوشیبارا (به ژاپنی: 忍原崩れ) نبردی بود که در دوره سنگوکو در ژاپن رخ داد.

## تاریخچه
معدن نقره ایوامی در سال ۱۵۲۶ تحت حمایت اوئوچی یوشی‌اوکی از خاندان اوئوچی توسعه پیدا کرد و بهره‌برداری رسید. در سال ۱۵۳۰ توسط اوگاساوارا ناگاتاکا که از خاندانی گوزوکو (با قدرت و ثروتمند) در همان منطقه بود در مورد تصاحب و سهم از معدن با خاندان اوئوچی نبرد درگرفت که تا سه سال ادامه داشت و در نهایت خاندان اوئوچی توانست کنترل معدن را در دست بگیرد.
در نیمه اول قرن شانزدهم بین خاندان آماگو و خاندان اوئوچی نبردهای بسیاری رخ داد. در سال ۱۵۳۷ آماگو تسونه‌هیسا توانست معدن نقره ایوامی را که در اختیار خاندان اوئوچی بود، تصاحب کند. در سال ۱۵۳۷ خاندان اوئوچی دوباره معدن را تصاحب کرد. در سال ۱۵۴۱ خاندان آماگو با خاندان اوگاساوارا متحد شد و توانست معدن را دوباره تصرف کند.
در سال ۱۵۵۱ سوئه هاروکاتا کودتایی (حادثه معبد تاینی) بر ضد ارباب خود اوئوچی یوشیتاکا انجام داد که موجب قتل یوشیتاکا و موجب نابودی خاندان اوئوچی شد. بر اثر این کودتا توازن قدرت در منطقه چوگوکو تغییر بسیاری کرد. خاندان موری که پایگاه آن در ولایت آکی بود شروع به قدرت گرفتن کرد. در سال ۱۵۵۵ رهبر خاندان موری، موری موتوناری در نبرد میاجیما، سوئه هاروکاتا ملازم خاندان اوئوچی را شکست داد.
پس از نابودی خاندان اوئوچی این بار خاندان موری به کشمکش و نبرد تصاحب معدن نقره ایوامی وارد شد. در سال ۱۵۵۶ خاندان موری پس از به تبعیت درآوردن خاندان اوگاساوارا در نبرد بوچوکیریاکو توانست قلعه و معدن را تصاحب کند.

## سقوط اوشیبارا
در سال ۱۵۵۸ (یا ۱۵۵۶) خاندان آماگو خاندان موری را در سقوط اوشیبارا شکست داد و بدین ترتیب توانست کنترل معدن نقره ایوامی را همچنان حفظ کند.

## پیامد
در سال ۱۵۵۹ خاندان موری در طی نبرد گوروزاکا بار دیگر به  قلعه یامابوکی که از معدن محافظت می‌کرد حمله کرد اما این حمله دفع شد.
در سال ۱۵۶۱–۶۲ پیمان صلحی بین خاندان آماگو و خاندان موری به نام مصالحه ایواگی امضا شد. پس از آن خاندان موری معدن نقره ایوامی و همچنین قلعه یامابوکی را تصرف کرد و کیکاوا موتوهارو را صاحب قلعه یامابوکی قرار داد.